# Parque de Las Cruces
El Parque de Las Cruces es un parque urbano de Madrid (España), situado entre los distritos de Latina y Carabanchel. Fue inaugurado en 1980 y es considerado el pulmón verde del suroeste madrileño. 

## Historia

### SigloXX
Desde el año 1963 ya se contemplaba la construcción de un parque en los terrenos propiedad de los herederos de la Duquesa de Tamames, que contaban con más de 30 ha de extensión. Sin embargo, las promesas no se materializaban y los vecinos de la zona empezaron a presionar a las administraciones para dar comienzo a las obras. Fue la Asociación de Vecinos de Carabanchel Alto, fundada en 1974, quien reivindicó la construcción del Parque de Las Cruces y llevó a cabo acciones para ello. Azada en mano, en 1975 los vecinos de Carabanchel plantaron cientos de árboles, dando forma a lo que sería años más tarde una de las zonas verdes más importantes del distrito.
En 1977, se puso sobre la mesa el llamado Plan de Urgencia de Barriadas, que incluía una partida de dinero para levantar el parque, pero no fue de utilidad, ya que no preveía presupuesto para destinar a la expropiación de los terrenos. Por ello, los propios vecinos continuaron haciendo realidad el parque por cuenta propia mientras se manifestaban incesantemente. Con la ayuda de vecinos del Parque Europa, colocaron las primeras porterías de fútbol que originaron el primer campo deportivo del parque, próximo a la calle Mascaraque.
Las movilizaciones vecinales fueron una constante durante los años 70. En 1978, tras una concentración de cuatro mil vecinos, se consiguieron plantar los primeros árboles y se colocaron los primeros bancos, y en 1979 las primeras elecciones municipales democráticas en España, tras el fin de la dictadura franquista, supusieron un cambio definitivo en la situación del parque. Los nuevos responsables municipales presentaron a la Asociación una propuesta de proyecto, basado en permitir a los propietarios del terreno la construcción de 4000 m² a cambio de ceder gratuitamente los restantes al Ayuntamiento de Madrid. Esta propuesta eliminaba los costes de expropiación y comprometía al Ayuntamiento en la construcción del parque.
Finalmente, fue en diciembre de 1980 cuando se conoció el proyecto del Parque de Las Cruces y se realizó la plantación inaugural de árboles. Aquel día, todos los presentes disfrutaron de una fiesta en la que hubo una chocolatada y sonó música folk-celta de la mano de Labanda y Milladoiro. Además, se planteó la iniciativa de levantar un monumento dedicado a los vecinos del barrio, en memoria a su lucha. Una réplica de éste se colocó, en 1998, en el interior de la estación de metro de Carabanchel Alto.
En noviembre de 1981 comenzaron las obras del parque y, en 1983, se celebró una fiesta con la presencia del alcalde de Madrid, Enrique Tierno Galván, perteneciente al Partido Socialista Obrero Español (PSOE).

### SigloXXI
Posteriormente, el siglo XXI ha convertido al parque de Las Cruces en escenario de numerosos eventos: las fiestas de Carabanchel Alto (cuya celebración es en el mes de junio), festivales de música como el ya inexistente Festi-K (contó con 13 ediciones hasta 2016) y competiciones deportivas como el torneo de baloncesto 3 contra 3 Las Cruces (2014) y el Marathon de Campo a Través (2023).

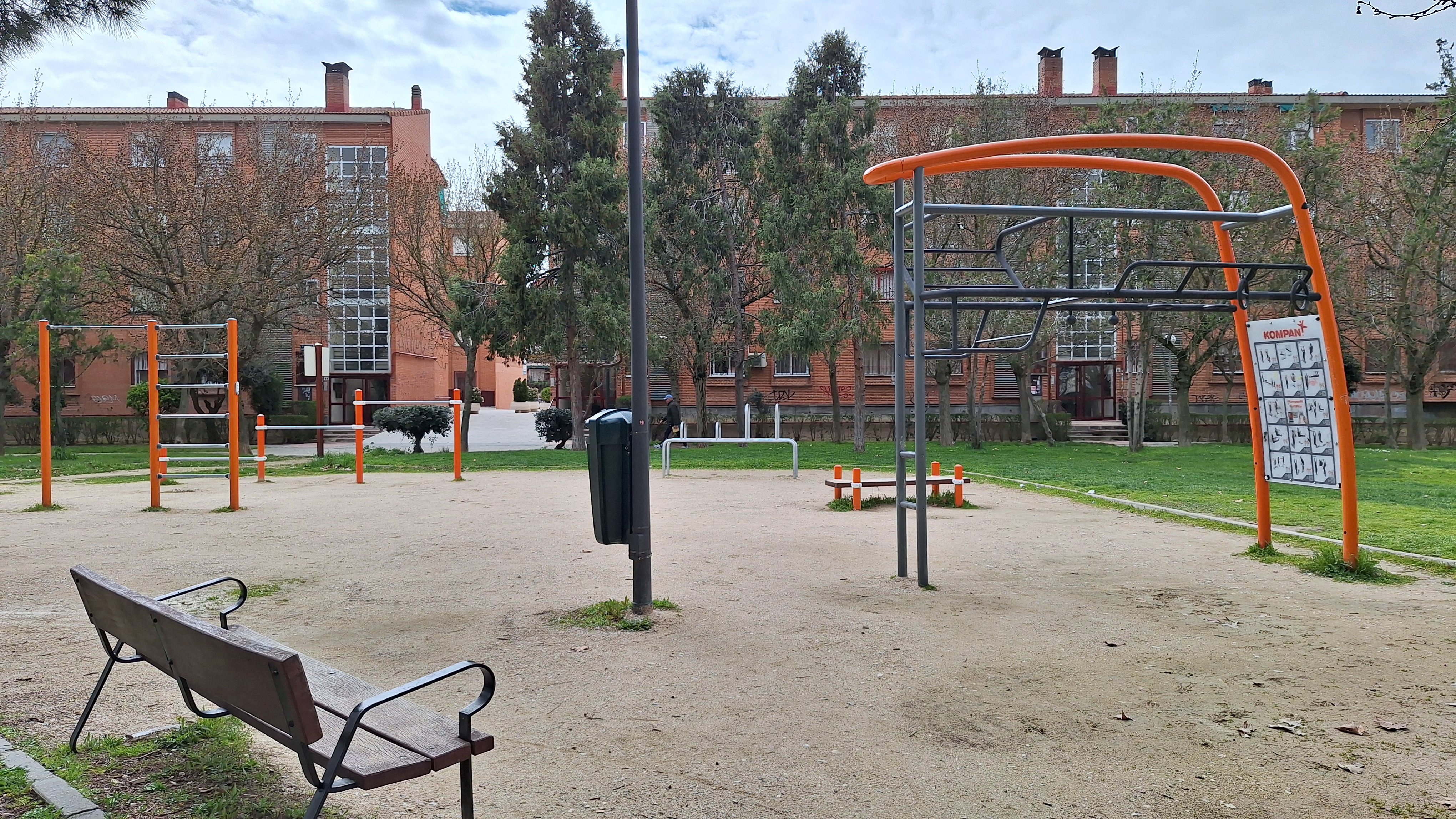
Zona de calistenia en el Parque de Las Cruces

## Descripción
Es un parque de 49 hectáreas de extensión, de estilo paisajista, situado entre los distritos de Latina y Carabanchel y por él discurre el Anillo Verde Ciclista. Tiene árboles de distintas especies, como cedros, cipreses, pinos, chopos, arces… Así como amplias zonas de pradera, rosas y arbustos.

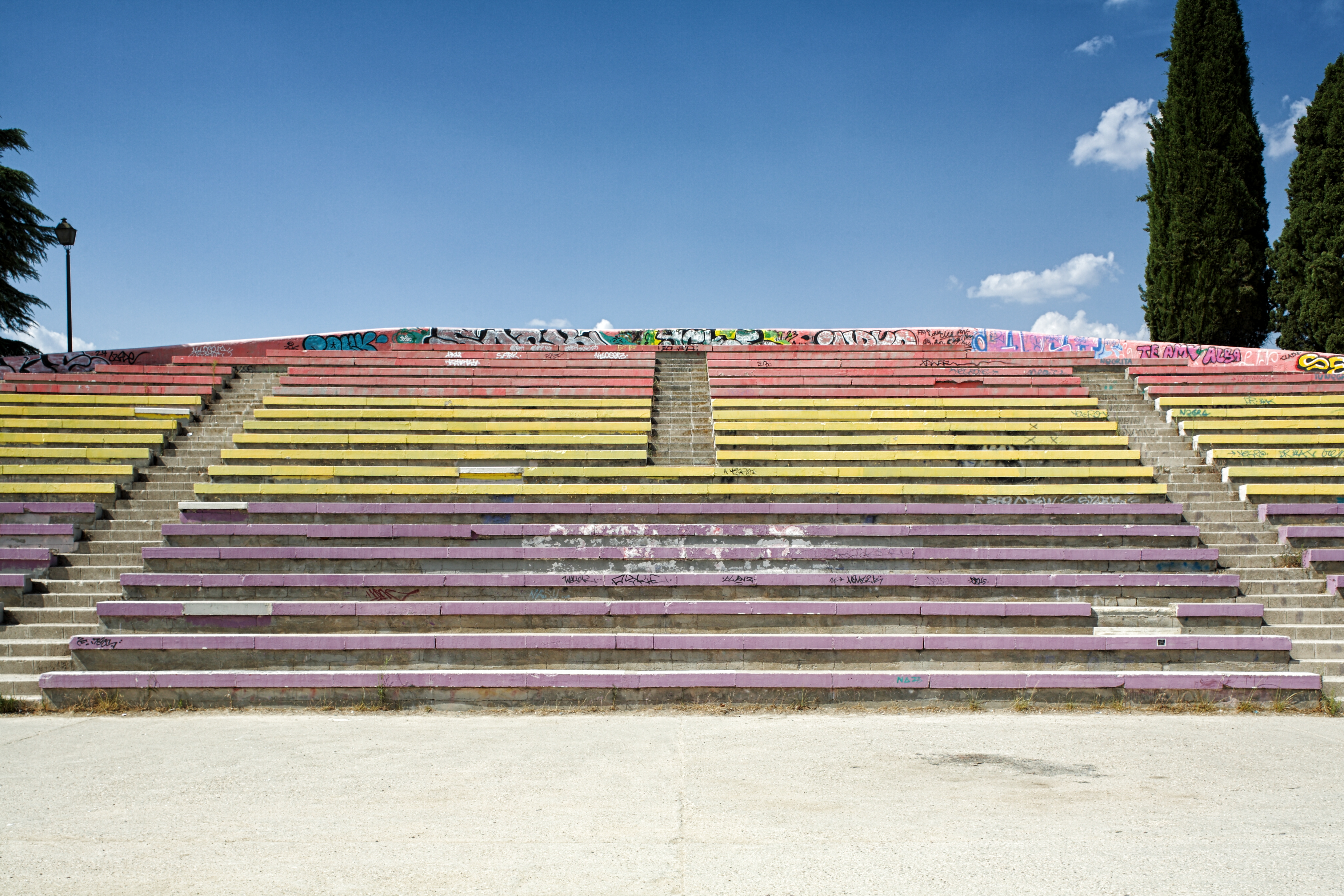
Auditorio del Parque de Las Cruces

Alberga a su vez un amplio auditorio al aire libre, que tiene capacidad para alrededor de 3.000 espectadores, y desde hace años está pintado de los colores de la bandera de la Segunda República Española. Frente a él, se encuentra el lago, al que vierte un estrecho riachuelo que recorre parte del parque.
También cuenta con pistas y zonas para practicar deportes como la calistenia, campos de fútbol y parques infantiles, además de paseos adoquinados y otros de tierra. En su zona límite con la avenida de los Poblados está el centro deportivo municipal Las Cruces, que cuenta con un pabellón deportivo y distintas instalaciones para especialidades deportivas.

## Remodelaciones realizadas
El Parque de Las Cruces se fue consolidando en las décadas de los 80 y los 90, pero posteriormente el cuidado de este pulmón verde se redujo y los vecinos denunciaron el estado de abandono en el que se encontraba. En 2017 lanzaron la campaña “Requiem por el Parque de Las Cruces” y, desde entonces, se impulsaron iniciativas de protesta dirigidas al Ayuntamiento de Madrid, pidiéndole que incluyese en los presupuestos una partida para su rehabilitación. 

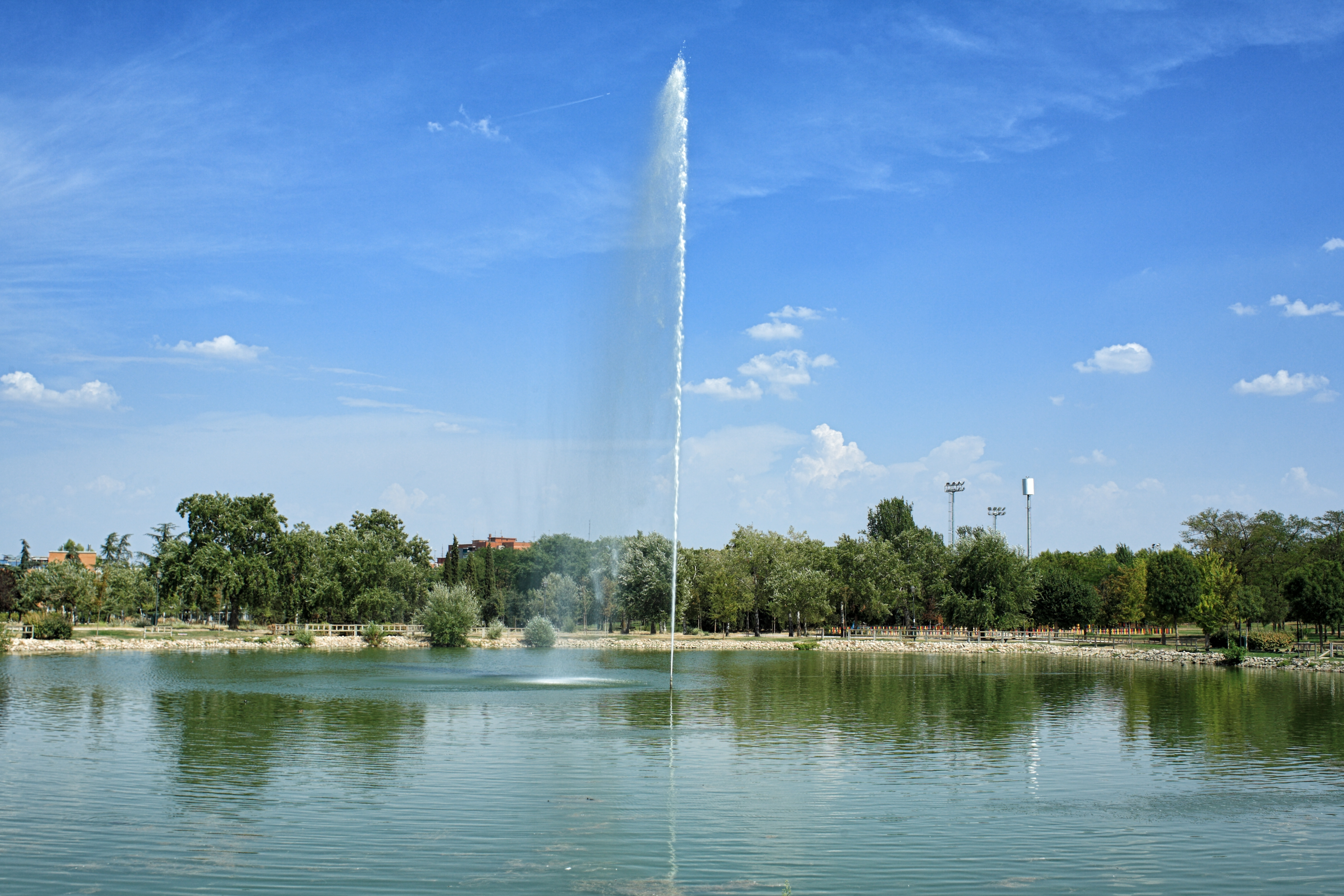
Lago del Parque de Las Cruces

En 2018, el proyecto Arreglo Integral del Parque de Las Cruces se seleccionó en los Presupuestos Participativos del Ayuntamiento de Madrid. En 2020, se produjo por tercer año consecutivo una plaga de algas que obligó al Ayuntamiento de Madrid a vaciar el lago para depurar el agua. 

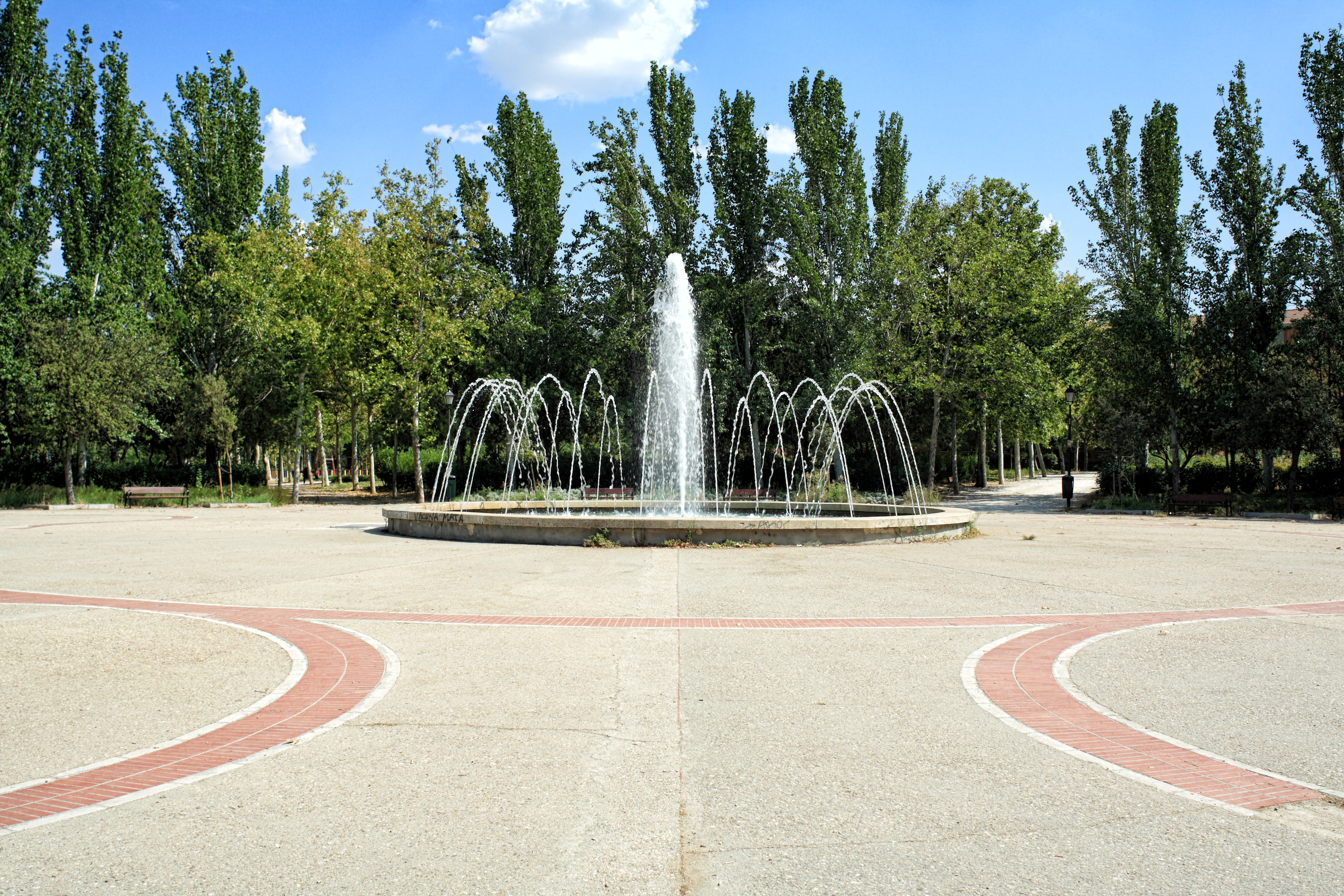
Fuente en el Parque de Las Cruces tras las obras

Fue en febrero de 2024 cuando finalizó la rehabilitación del parque (enmarcada en el Plan de Mejora y Conservación de Zonas Verdes del Ayuntamiento de Madrid) tras dos fases de obra, dotándole de 268 nuevos árboles y 7.876 arbustos que cuentan con un sistema de riego automático. Se renovó la pavimentación, se acondicionaron las zonas infantiles colocando suelo continuo de caucho, se crearon nuevos senderos, se renovaron los equipamientos, y se mejoró la accesibilidad de todo el terreno y la red de drenaje implementando suelos permeables para facilitar la filtración del agua al subsuelo.
El delegado del Área de Urbanismo, Medio Ambiente y Movilidad, Borja Carabante, acompañado del concejal delegado de Limpieza y Zonas Verdes, José Antonio Martínez Páramo, y el concejal de Carabanchel, Carlos Izquierdo, acudieron a ver el resultado de las obras. La inversión que tuvo que asumir finalmente el Ayuntamiento fue de 602.000 euros.

## Transportes cercanos
- Metro: Aluche (línea 5)
- Renfe: Aluche (C-5)